# Ash Creek Junction
Ash Creek Junction es un área no incorporada ubicada en el condado de Siskiyou en el estado estadounidense de California.

## Geografía
Ash Creek Junction se encuentra ubicada en las coordenadas 41°16′3″N 122°4′40″O / 41.26750, -122.07778.